# کون باربه
کون باربه (انگلیسی: Koen Barbé؛ زادهٔ ۲۰ ژانویهٔ ۱۹۸۱) دوچرخه‌سوار اهل بلژیک است.
از باشگاه‌هایی که در آن بازی کرده‌است می‌توان به اسپورت فلاندر-بالوزه و لاندباوکردیت–کولناخو اشاره کرد.